# Loi relative à la prévention de la corruption et à la transparence de la vie économique et des procédures publiques
La loi n° 93-122 du 29 janvier 1993 relative à la prévention de la corruption et à la transparence de la vie économique et des procédures publiques, dite loi Sapin, est une loi française. 

## Objet
Elle visait notamment à 
- éclaircir les comptes des partis politiques
- réglementer les prestations de publicité (elle limite les agences média en leur interdisant le cumul sur les achats d'espaces de leurs clients. Cette loi les oblige ainsi à se diversifier avec des études et du conseil).
- réglementer l'urbanisme commercial,
- réglementer les activités immobilières.
- limiter la durée des contrats de délégation de service public (DSP) et instituer une procédure de publicité et de mise en concurrence préalable à leur signature.

La loi crée le Service central de prévention de la corruption (SCPC) dont les missions se concentrent principalement sur la diffusion d’informations. Cet organisme est remplacé en 2016 par Agence française anticorruption (AFA).

## Bilan
En avril 2013, à l'occasion des 20 ans de la loi, le journal Le Moniteur a publié un bilan de son impact sur les procédures et la concurrence. À cette occasion, la chaire EPPP (Économie des partenariats public-privé de l'Université Paris-1 Panthéon-Sorbonne) a le 26 mars 2013 consacré une journée à réunir praticiens et universitaires sur le thème « L’impact de la « loi Sapin » dans le secteur de l’eau – 13 ans d’observations ».
Cette loi a été renforcée en 2016 par la loi relative à la transparence, à la lutte contre la corruption et à la modernisation de la vie économique, dite « loi Sapin 2 », qui traite aussi de la corruption mais aussi d'autres problématiques comme les lanceurs d'alerte.